# Дака Поповић
Давид „Дака” Поповић (Нови Сад, 28. децембар 1886 — Нови Сад, 17. фебруар 1967) био је српски инжењер, публициста, политичар и историчар. Службовао је као министар, бан и сенатор.

## Биографија
Основну школу је завршио у родном граду а гимназију је похађао у Сегедину, а као стипендиста Задужбине Марије Миланковић студирао на Краљевској (Јосифовој) Политехници у Будимпешти у периоду од 1908. до 1913. Био је члан Српског народног одбора у Новом Саду. Као приватник од 1921. градио по Војводини многе стамбене и индустријске објекте. Заједно са Данилом Каћанским водио је фирму „Инжењеринг” у којој је једно време радио инжењер Никола Мирков, касније идејни творац хидросистема Дунав-Тиса-Дунав. Покретач и организатор прве велике привредне изложбе, 1923. године, претече новосадског сајма. Био народни посланик на радикалској листи 1927. а 1928-1929. министар за аграрну реформу. 9. октобра 1929. постављен за првог бана Дунавске бановине. Поднео је оставку 16. јануара 1930. године. Био је члан ЈНС и 1932. именован је за сенатора.
По окончању студија започео је инжењерску праксу у Будимпешти. После Првог светског рата, у коме је био мобилисан као официр техничке јединице радећи на поправкама мостова и обнови комуникација, Поповић се  враћа у Нови Сад и запошљава у Грађевинској дирекцији. Убрзо потом прелази у Суботицу где ће наредне године радити на обнови железничког саобраћаја у Војводини. У Нови Сад се враћа 1920. да би основао приватно грађевинско предузеће. У почетку Поповић гради већи број стамбених кућа у новим предграђима. Један од првих већих објеката које пројектује је зграда трговца Косте Јовановића на Трифковићевом тргу из периода 1922-1924, подигнута у позносецесијском маниру. Током 1926. Поповић пројектује велелепну петокуполну цркву Вазнесења Христовог у Ади. Једна је од ретких куполних цркава у насељеним местима Војводине, а подигнута је по угледу на цркву – маузолеј породице Карађорђевић на Опленцу (арх. Коста Јовановић, 1910-1912). Остаће један од малобројних покушаја 'обнове српског националног стила' на подручју Војводине. За СПЦ Поповић је такође пројектовао и мању гробну цркву, посвећену св. оцу Николају у Мошорину (1937-1939), грађену по узору на Лазарицу, подигнуту између 1937-1938.
Почетком четврте деценије Поповић ствара своја најзначајнија градитељска дела: зграду Команде прве армијске области у близини Дунавског парка и велику стамбено-пословну зграду („Ватикан“) у Католичкој порти. Оба објекта су донекле ослобођена наслеђа сецесије, али богат украсни репертоар сада је потпуно у духу еклектицизма и академског концепта градње. У грађевинама које подиже на крају своје пројектантске каријере, током четврте деценије, Поповић прихвата основна начела модерне архитектуре, безорнаменталну естетику, равне кровове и рационалнију организацију унутрашњег простора. У модерном стилу подићи ће неколико вишеспратница рентијерске намене. Већ пред крај пројектантске каријере Поповић је учествовао у пројектовању и извођењу зграде Дома удружења трговаца (данас зграда Радио Новог Сада) и Трговачке и занатске коморе у улици Модене. У Поповићеве градитељске подухвате спадају и активности око доношења првог урбанистичког плана Новог Сада, градње насипа уз Дунав, насипања Малог Лимана, те отварања Булевара и послови око постављања и монтирања челичног моста.
Дака Поповић се повлачи из грађевинарства почетком четврте деценије када послове и вођење бироа предаје рођаку и пријатељу Данилу Каћанском, који ће предузеће успешно водити до 1941. Поповићеве грађевине представљају пример прелазног стила који је најавио појаву модерне архитектуре. После њега новосадски архитекти и градитељи више неће градити у академском и еклектичком маниру. После повлачења из бироа Поповић је направио успешну политичку каријеру која је била крунисана избором за првог бана Дунавске бановине (1929), а потом и функцијом сенатора (1933-1939). У међувремену Поповић оснива дневни лист Дан – излази у Новом Саду од 1935. до 1941, као тада једине српске дневне новине у Војводини. Из издавачког савета Поповић иступа 1938. настављајући повремено да пише, углавном за празничне бројеве. Током рата и у послератном периоду Поповић се активно бави проучавањем догађаја и појава из културне и политичке прошлости српског народа у Војводини. Објавио је велики број књига, чланака, студија, новинских натписа, рецензија, полемика и коментара. Као инжењер и архитекта, политички и друштвени радник, проучавалац и писац, Дака Поповић је обележио културну историју и време у коме је живео.
Рођени брат Даке Поповића био је прота Алимпије Поповић, први послератни градоначелник Новог Сада. Дака је имао двојицу синова - Душана и Гавру, који су били дипломате СФР Југославије. Ћерка његовог сина Гавре је Иванка Поповић, ректор Универзитета у Београду.

## Објекти

##### Одабрани објекти Даке Поповића (1921-1930)
- Стамбена зграда на Тргу младенаца (фото кино клуб "Златно око"), 1921-1923(?),
- Стамбено-пословна зграда на Трифковићевом тргу, 1922-1923,
- Црква Вазнесења Христовог у Ади, 1925-1926,
- Стамбена зграда у Улици Васе Стајића бр. 13, 1927-1928,
- Стамбена зграда у Сремској улици, 1928,
- Штаб Команде Прве армијске области, 1928-1930 (пројекат Емила Хопе и Ота Шентала, касније интервенције радио Поповић)
- Стамбено-пословна зграда "Ватикан" у Католичкој порти, 1929-1931,
- Јавна грађевина Улица Модене, у сарадњи са Д. Каћанским, 1929-1931,
- Стамбено-пословна зграда, Булевар Михајла Пупина 17, 1930-1931,
- Зграда Трговачког Лојда (данас Радио НС), око 1930,
- Црква св. Николаја у Мошорину, пројектована 1930, изведена 1938.